# Klein-Antwerpen

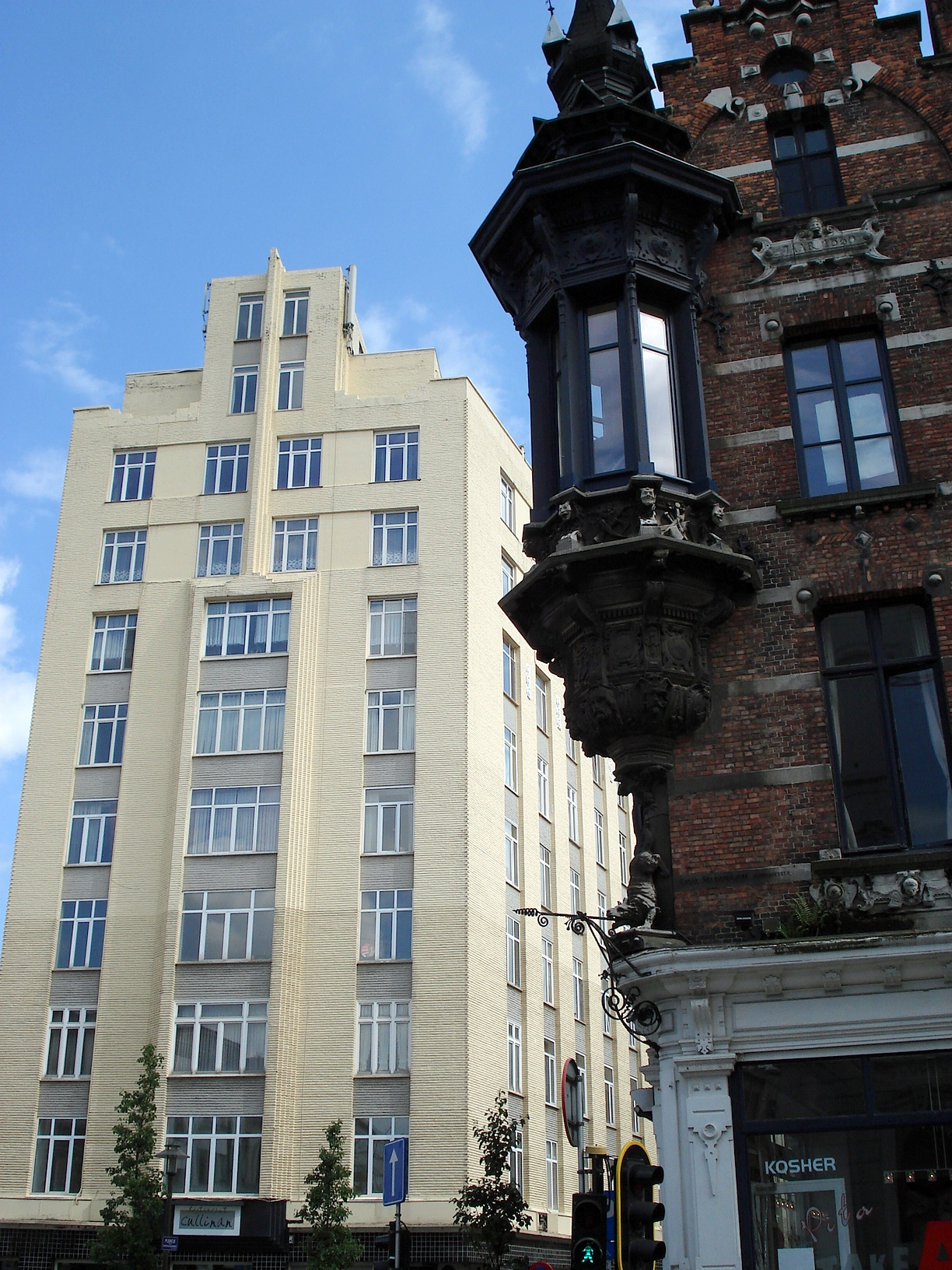
Klein-Antwerpen: Résidence Isabelle (links) en neorenaissancistisch hoekhuis met arkeltoren n.o.v. arch. Seldenslach (rechts).

Klein-Antwerpen is een wijk in het district Antwerpen in België.
De naam verwijst naar een oude afspanning met herberg die aan de Lange Leemstraat in het noorden van de buurtschap Haringrode lag. Door de aanleg in 1859 van de Leopoldlei, die in 1919 werd omgedoopt in Belgiëlei, werd het noorden van Haringrode afgescheiden en ging het een eigen wijk vormen, die oorspronkelijk nog "Quartier Léopold" of Leopoldswijk heette en later onder de naam Klein-Antwerpen bekend werd. De buurt of wijk vormt nu het zuidelijk deel van een naar het Stadspark en de Diamanthandel genoemde overkoepelende wijk: Diamant-Stadspark.
Buiten de Belgiëlei als grens met Haringrode in het zuiden, vormt de Mechelsesteenweg de westgrens en in het noorden vormde de Herentalsevaart, maar tegenwoordig de Maria Henriettalei, de Van Eycklei die de wijk van het Stadspark scheidt, en de Plantin en Moretuslei ten westen van de spoorweg de noordgrens. In het oosten vormt de spoorlijn 25 aan de Mercatorstraat de grens van de wijk met Zurenborg. De Lange Leemstraat, de vroegere "Platea Haringrodiensis", deelt de wijk in een noordoostelijk en een zuidwestelijk deel. Naast het Stadspark bevinden zich twee andere parken aan de grenzen van de wijk Klein-Antwerpen: het relatief kleine park van de Harmonie en het Koning Albertpark (ofwel "Warande") worden in het zuidwesten door de Mechelsesteenweg van de wijk gescheiden.
In de Lange Leemstraat rijdt tram 4 dwars door de wijk. Verder rijdt tram 7 langs de westgrens van de wijk door de Mechelsesteenweg en rijden tram 2, tram 6 en tram 15 langs de zuidgrens van de wijk door de Belgiëlei.
De wijk Klein Antwerpen heeft een wijkvereniging "Klein Antwerpen vzw", die zijn bewoners informeert via een eigen website en een digitale nieuwsbrief.
Sinds 2020 heeft de Wijkvereniging Klein Antwerpen een onderkomen gevonden in de oude meisjesschool aan de Lange Leemstraat 26, 2018 Antwerpen waar nu het ADVN – archief voor nationale bewegingen, gevestigd is. Klein Antwerpen heeft hier, in samenwerking met het ADVN, een ecologische tuin en een pluktuin gemaakt. Hier kunnen buurtbewoners planten en oogsten en wordt er viermaal per jaar een event georganiseerd in de tuin.

## Bezienswaardigheden
Het stadsbeeld van Klein-Antwerpen wordt gekenmerkt door een bont amalgaam van bouwstijlen reikend van 19de-eeuwse en vroeg-20ste-eeuwse tot hedendaagse stijlen. Hieronder volgt de opsomming van een aantal opvallende voorbeelden.

### Kerkgebouwen

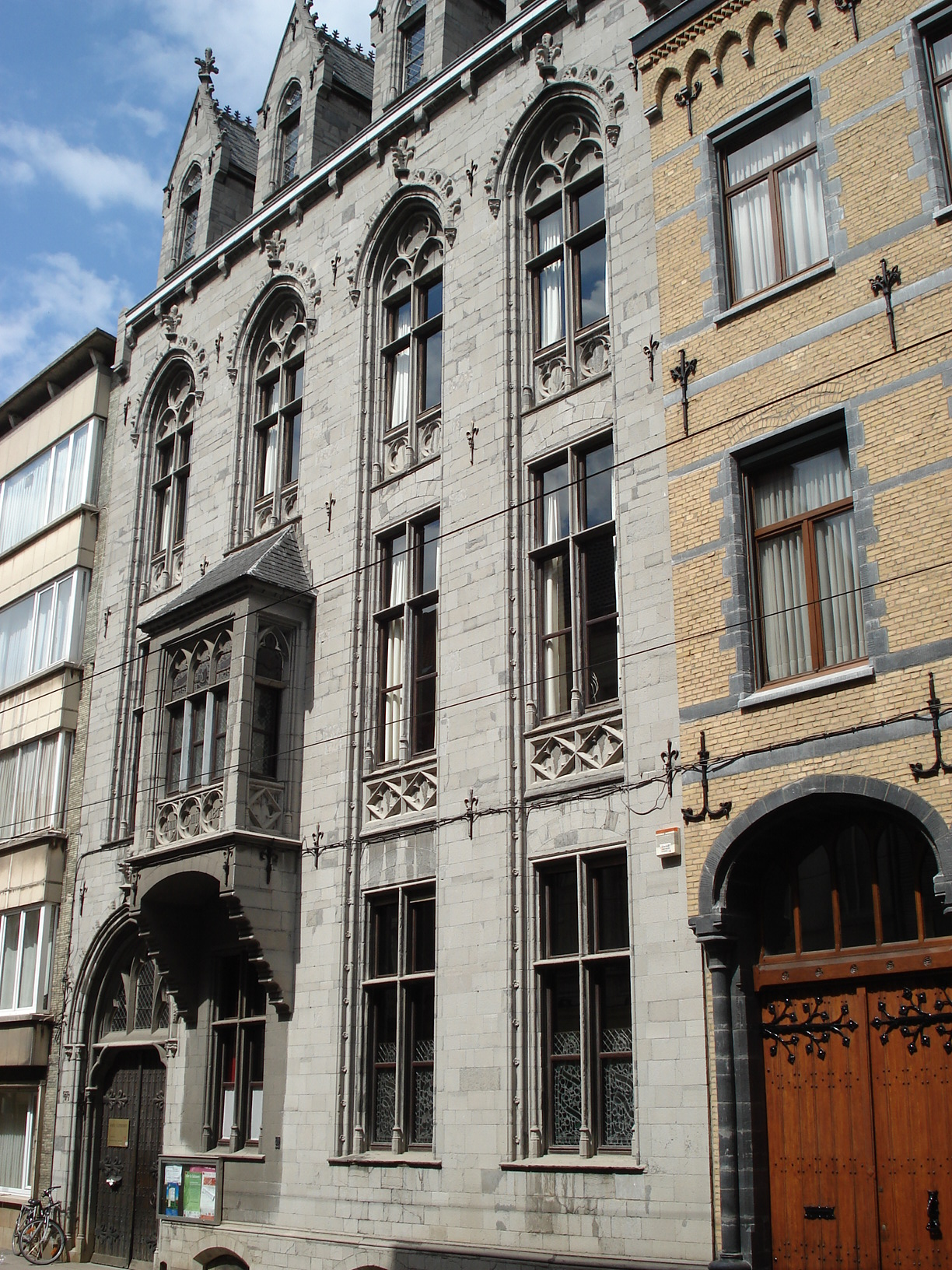
Neogotisch Cuypershuis in de Lange Leemstraat.

- Aan de Mechelsesteenweg, aan de Klein-Antwerpse zijde van deze laan bevindt zich de neoromaanse Heilige Geestkerk uit 1909.
- De Kapel van het Allerheiligste Sacrament aan de Hemelstraat.
- De protestantse Christuskerk uit 1893 van de hand van architect Jozef Hertogs, die ook de synagoge Shomre Hadass in de Antwerpse binnenstad, ook bekend als de Hollandse Synagoge, en het Museum Ridder Smidt van Gelder aan de Belgiëlei ontwierp.
- De qua stijl aan de Duitse baksteengotiek en byzantijnse stijl verwante kapel van het Sint-Vincentiusziekenhuis Campus Antwerpen uit de 19e eeuw.

### Overige gebouwen
- Het Karel Cuypershuis aan de Lange Leemstraat is een gaaf bewaard gebleven voorbeeld van neogotische bouwstijl.
- Het hoekhuis Isabellalei 2 van architect K. Seldenslach valt op door zijn vele natuurstenen geveldecoraties, dakkapellen, erker en de opvallende arkeltoren in neo-vlaamse-renaissancestijl.
- Het appartementengebouw "Résidence Isabelle" op de hoek van de Lange Leemstraat en de Isabellalei was een van de eerste Antwerpse "wolkenkrabbers". Het gebouw verrees in de tweede helft van de jaren 30 in art-decostijl en herinnert, mede door zijn tapse opbouw aan de in hetzelfde decennium gereedgekomen Boerentoren. De "Résidence Isabelle" is in de afgelopen jaren tot het inofficiële symbool van de wijk Klein-Antwerpen geworden, wat o.a. blijkt uit het feit dat het vrijwel jaarlijks op de affiches van de wijkvereniging "Klein-Antwerpen" prijkt.
- Belgiëlei 166 is een fraai voorbeeld van een woonhuis in de Internationale Stijl uit de jaren 30-40 van de Antwerpse joodse architect Nachmen Kaplansky.
- De renovatie van het Sint-Vincentiusziekenhuis is gerealiseerd in 2012 waarbij het oude gebouw is aangevuld met nieuwbouw, een realisatie van de Vloed Architects.

### Madonnabeeld Onze-Lieve-Vrouw Medeverlosseres
- Aan de Korte Leemstraat, tegen het hoekhuis met de Lange Leemstraat bevindt zich een typisch Antwerps Madonnabeeld uit de jaren 1871-1872 dat Onze-Lieve-Vrouw Medeverlosseres met Kind voorstelt. Het beeld wordt beschut door een zinken luifel getopt met een kroon.

|  |  |  |  |

## Trivia

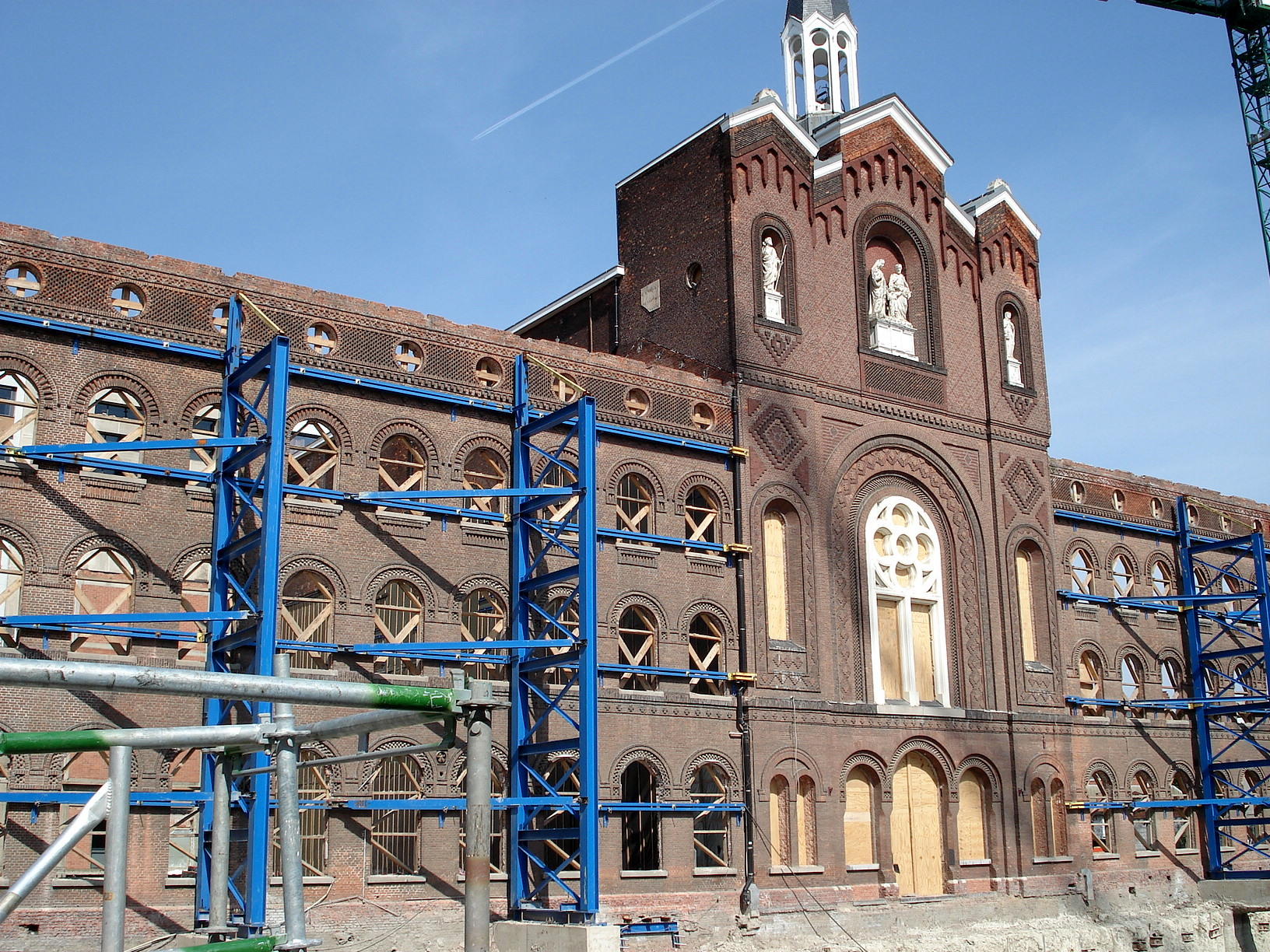
St.-Vincentiusziekenhuis, hier volop in verbouwing. Gevelmuur en kapel bleven behouden.

- De muzikant en zanger Wannes Van de Velde, die van eind jaren 70 tot zijn dood op 10 november 2008 in de Antoon Van Dijckstraat, een straat in deze wijk, woonde, beschreef in zijn lied "Café Breughel", als protest tegen de teloorgang ervan, een plaatselijke kroeg die nu afgebroken is op de hoek van de Breughelstraat en de Lange Leemstraat en vervangen door een uitbreiding van de plaatselijke supermarkt. De wijkreus Wannes werd in 2006 naar deze zanger genoemd en er bevindt zich ook een in 2008 ingehuldigd borstbeeld (een kunstwerk van Michael Bracke) van de zanger tegen de gevel van het Klein Antwerpen Buurtfoyer Elcker-Ik.

- De dichter Paul van Ostaijen werd in 1896 in het nog bestaande herenhuis Lange Leemstraat 53 (voorheen 47) geboren.